# Polycarpa fungiformis
Polycarpa fungiformis är en sjöpungsart som beskrevs av William Abbott Herdman 1899. Polycarpa fungiformis ingår i släktet Polycarpa och familjen Styelidae. Inga underarter finns listade i Catalogue of Life.